# Sowjetischer Garnisonfriedhof Dresden

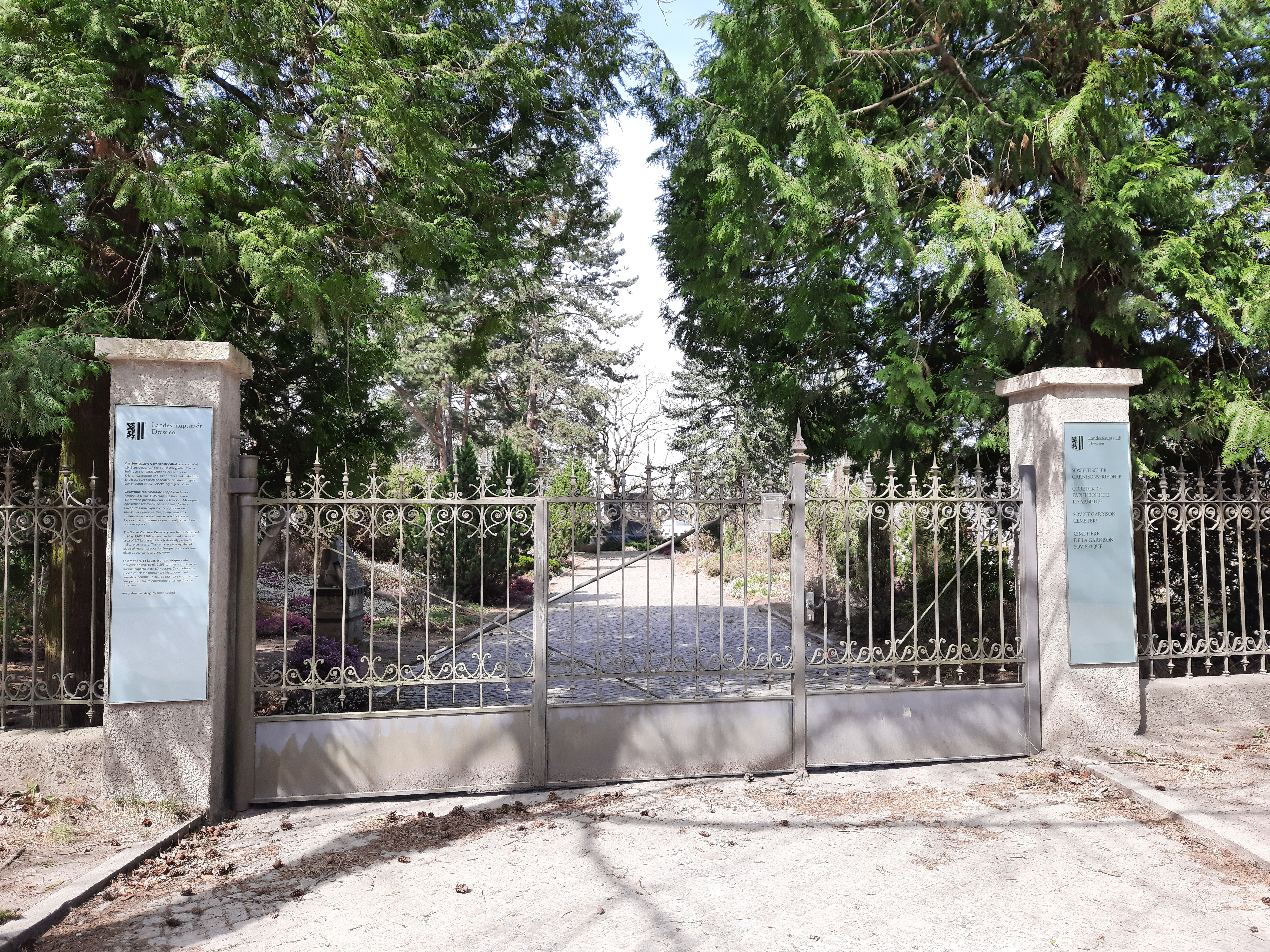
Haupteingang

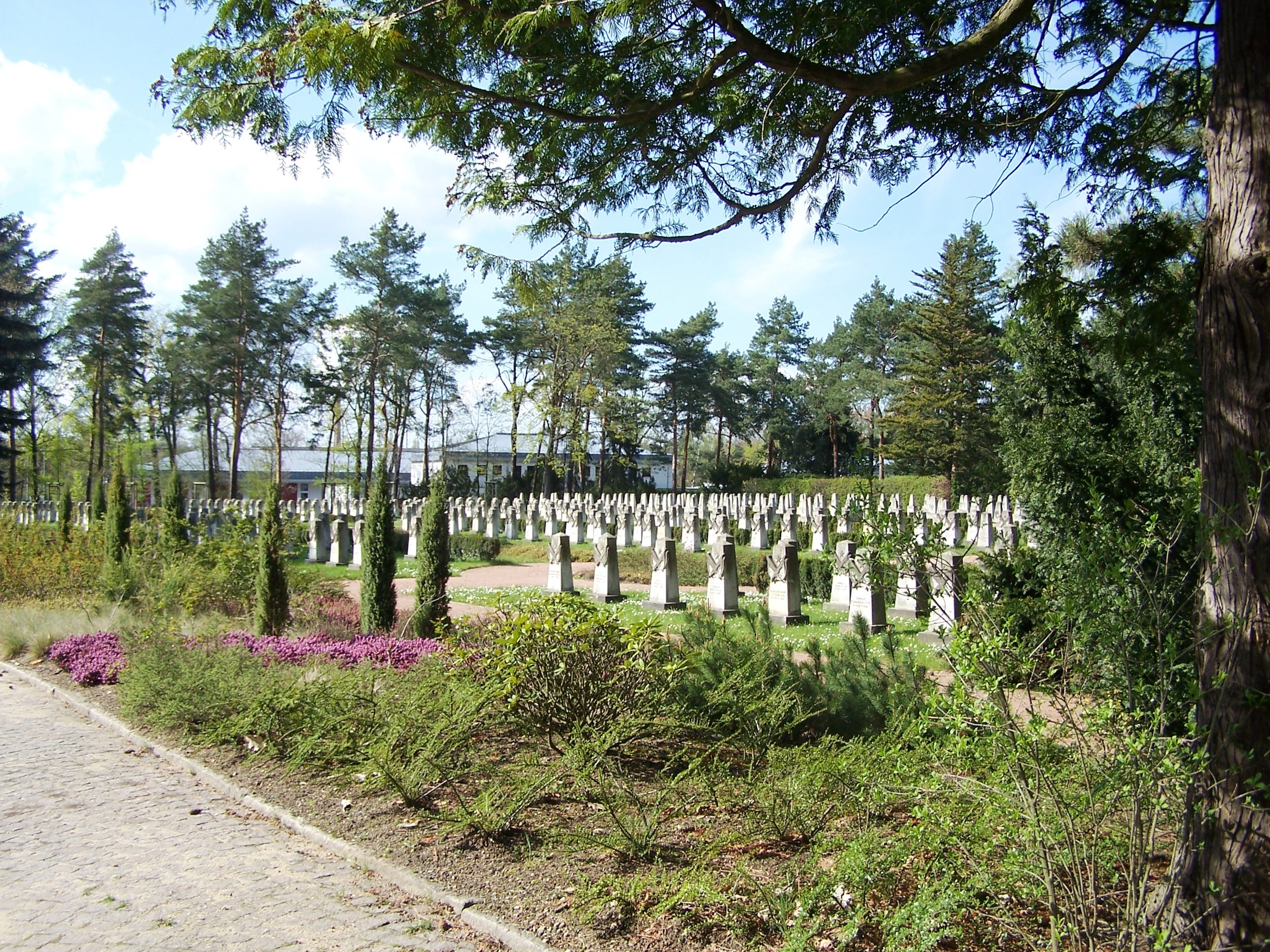
Sowjetischer Garnisonfriedhof am Rande der Dresdner Heide

Der Sowjetische Garnisonfriedhof in Dresden entstand ab Mai 1945 als Kriegsgräberstätte der Roten Armee. Von 1946 bis 1987 wurde er offiziell als Standortfriedhof für die während der Besatzungszeit verstorbenen Soldaten und Offiziere der Sowjetarmee, deren Familienangehörige sowie für Zivilangestellte des Militärs genutzt und in dieser Zeit durch die Stadt Dresden dreimal erweitert. Ab 1968 erfolgte die Belegung allerdings nur noch sporadisch. Der Sowjetische Garnisonfriedhof steht als Sachgesamtheit unter Denkmalschutz, vgl. Liste der denkmalpflegerischen Sachgesamtheiten in Dresden #Kirchen und Friedhöfe.

## Lage
Der Friedhof befindet sich links der Marienallee im Dresdner Stadtteil Albertstadt und gehört somit zum Stadtbezirk Neustadt. Er liegt nordöstlich der Innenstadt am Südwestrand der Dresdner Heide. In der Nachbarschaft des über die Marienallee beziehungsweise den Kannenhenkel erreichbaren Friedhofsgeländes befinden sich der Nordfriedhof und die Offizierschule des Heeres.

## Anlage
Der Sowjetische Garnisonfriedhof ist ein typischer Waldfriedhof und erstreckt sich auf rund 2,3 Hektar Fläche. Er wurde terrassenförmig in die Hanglage des zum Prießnitzgrund hin abfallenden Geländes eingebettet. Die genaue Zahl der während der 49 Besatzungsjahre hier beerdigten Männer, Frauen und Kinder ist ungeklärt. Bekannt sind derzeit 1175 Einzel- und 246 Sammelgräber. Die Stiftung Sächsische Gedenkstätten und auch die Stadt Dresden gehen bislang von 2268 Toten aus. Neueste Erkenntnisse aus Archivrecherche legen aber mindestens 2300 Personen nahe, von denen 2268 lediglich namentlich bzw. mit dem Vermerk „unbekannt“ auf Grabsteinen erwähnt sind.
Träger des Friedhofes ist seit Mai 2019 die Stadt Dresden.
Zuvor hatte sich die Anlage seit 1994 in Trägerschaft des Freistaates Sachsen in Gestalt des Sächsischen Immobilien- und Baumanagements (SIB) befunden, der sie nach Abzug der GUS-Truppen von der Stadt Dresden übernommen hatte.
Seit der Übernahme des Friedhofs in Verwaltung der Bundesrepublik Deutschland im Jahr 1992 gelten Teile des Friedhofes als Kriegsgräberstätte gemäß Gräbergesetz und stehen seither unter Denkmalschutz. Eine genaue Definition dieses Areals fehlt aber, da die Anlage nie nach Ehrenhain und Standortfriedhof getrennt wurde, sondern fortlaufend belegt wurde. Heute umfasst die Kriegsgräberstätte daher sowohl Kriegs- als auch Nichtkriegsgräber.
Einen Sonderfall bilden die zwei Erweiterungen (Südwest-, West- und Nordflügel), die ab 1950 zum Friedhof dazukamen. Hier finden sich hauptsächlich Nichtkriegsgräber aus den Jahren 1952 bis 1987 sowie etwa 100 Kriegsgräber aus den Jahren 1941 bis 1952. Während der West- und der Südwestflügel aufgrund ihrer territorialen Lage der Kriegsgräberstätte zugerechnet wurden und trotz gänzlich fehlender Kriegsgräber unter Denkmalschutz gestellt wurden, blieb dem Nordflügel dies bis 2011 verwehrt. Im Verwaltungsdeutsch wurde und wird jener Teil mit Gräbern aus der Zeit von 1941 bis 1987 fälschlicherweise als „Zivilteil“ bezeichnet. Bei mehr als zwei Dritteln der dort Beerdigten handelt es sich um Militärangehörige. Der sowjetische Zivilfriedhof in Dresden ist eine separate Anlage. Sie befindet sich mehrere Hundert Meter Luftlinie entfernt auf einem Areal im südlichen Teil des Nordfriedhofs. Seit März  steht auf Bestreben einer Bürgerinitiative auch der Nordflügel des Sowjetischen Garnisonfriedhofes unter Denkmalschutz, der Friedhof insgesamt bildet nunmehr eine Denkmalsachgesamtheit.
Eine von außen sichtbare Beschilderung am Friedhof fehlt bis heute. Die Stadt Dresden hat eine solche jedoch bei Übernahme der Anlage im Mai 2019 zum Ziel erklärt. Einige Meter vom Eingang entfernt weist eine Steintafel im Inneren des Friedhofes den Ort vage als Sowjetischen Garnisonfriedhof Dresden aus. Ursprünglich befand sich etwa 200 Meter die Marienallee abwärts eine Wegetafel, die auf den abseits liegenden Friedhof aufmerksam machte. Auf Initiative engagierter Bürger gelang es, die Tafel zu sichern. Sie lagert seither im Dresdner Lapidarium und harrt einer Restauration.

## Geschichte

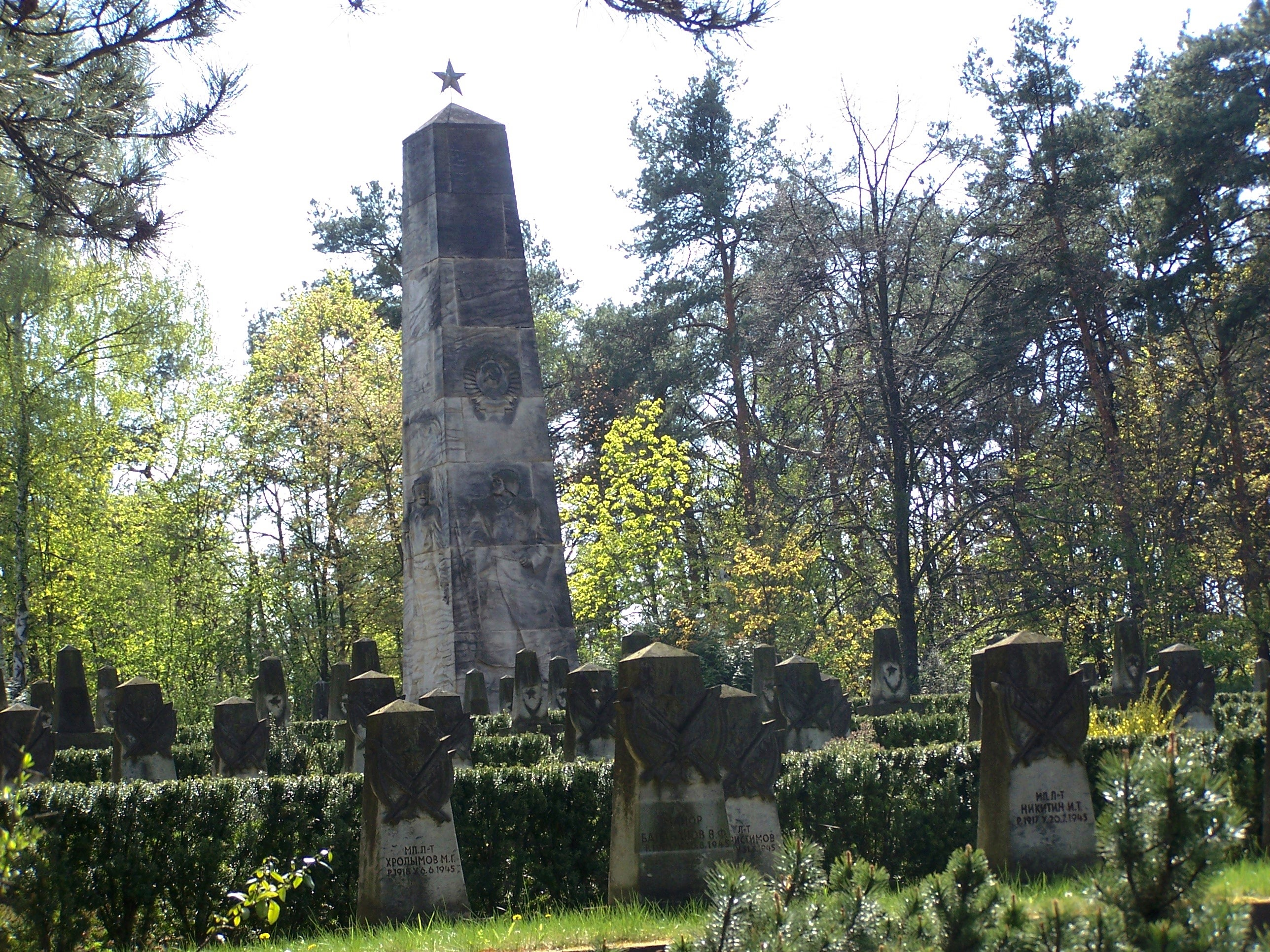
Obelisk von Friedrich Press

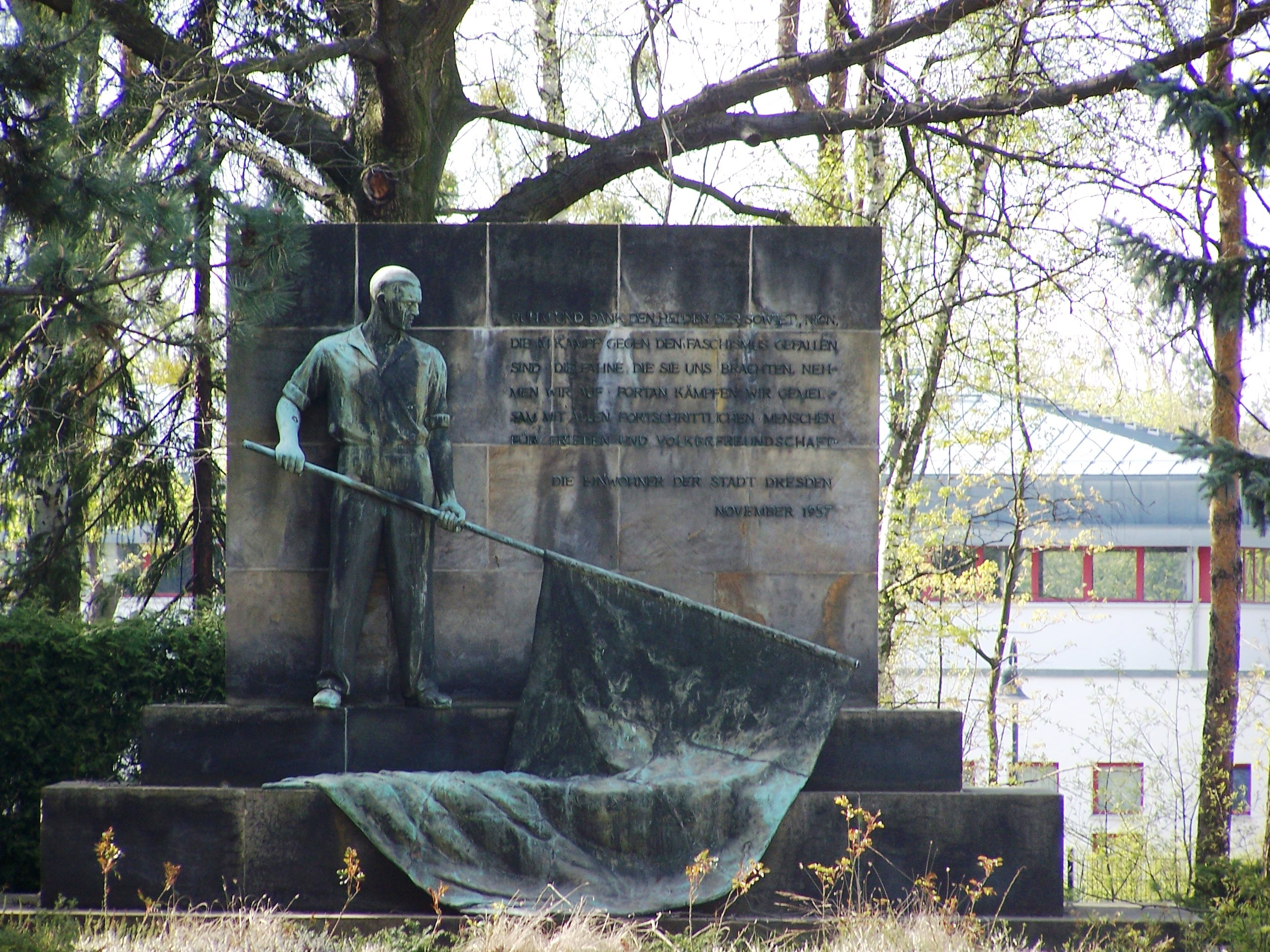
Bronzeplastik

Am 8. Mai 1945 – am Tag der Kapitulation der Wehrmacht und des offiziellen Endes des Zweiten Weltkriegs in Europa – nahmen Truppenteile der 1. Ukrainischen Front der Roten Armee unter Führung von Marschall Iwan Konew Dresden ein. Im Rahmen der letzten großen Offensive in Europa (Prager Operation) unter Beteiligung von mehr als zwei Millionen Soldaten der 1., 2. und 4. Ukrainischen Front, marschierten sowjetische Truppenverbände aus Süd und Ost auf Dresden zu, um die letzten noch in Sachsen aktiven Wehrmachtseinheiten der Heeresgruppe Mitte unter Generalfeldmarschall Ferdinand Schörner zu zerschlagen. Aus Schlesien kommend, rückten sie in den ersten Maitagen über Bautzen und Radeberg sowie in einer zweiten Linie vom Erzgebirge aus über Meißen und Radebeul auf die Elbmetropole vor,
Der Kampf um Dresden kostete die Roten Armee vergleichsweise wenige Verluste. Verletzte, Kranke und Geschwächte der letzten schweren Monate aber kamen in großer Zahl mit der Truppe in die Stadt. Die Armee nahm große Teile der weitgehend intakten Kasernenanlagen der Dresdner Albertstadt entlang der damaligen Carola-, der König-Georg- (heute beides Stauffenbergallee) sowie der Marienallee in Beschlag. Aufgrund der desolaten medizinischen und humanitären Versorgungslage im zerstörten Dresden starben viele Soldaten im örtlichen Lazarett der Garnison an der Marienallee (heute Medpunkt der Offizierschule des Heeres). Häufige Todesursachen waren vor allem Schuss- und Sprengverletzungen, aber auch Krankheiten, hier vor allem Tuberkulose, Blutvergiftung sowie Lungen- und Hirnhautentzündung. Da Seuchen drohten, wurde schnellstmöglich mit der Beerdigung der Toten begonnen. Diese erfolgte zunächst mangels Platz und Ortskenntnis in den ersten Tagen und Wochen meist auf gewöhnlichen städtischen Friedhöfen, wo zuvor auch bereits viele Kriegsgefangene und Zwangsarbeiter beigesetzt worden waren. Während der letzten Kampfhandlungen verstorbene Rotarmisten wurden meist an Ort und Stelle oder auf dem am nächsten gelegenen Zivilfriedhof beerdigt, soweit dies möglich war. Die Grablagen wurden nur zum Teil dokumentiert. In den ersten Maitagen begann man parallel in Dresden, die unmittelbar im Dresdner Lazarett verstorbenen Militärangehörigen auf einer Fläche wenige Hundert Meter weiter im Wald zu beerdigen – dem späteren Sowjetischen Garnisonfriedhof Dresden.
Diese Bestattungen erfolgten zunächst ungeordnet und provisorisch. Offizielle Bestattungslisten wurden in dieser Zeit nicht geführt. Jeder Kommandeur auf Divisions-, Bataillons- oder Regimentsebene führte dagegen auch nach dem Kriegsende eine eigene Verlustliste seiner jeweiligen Einheit fort.
Erst mit dem SMAD-Befehl Nr. 117 vom 15. April 1946 wurde die Schaffung von Standortfriedhöfen für sowjetische Militärangehörige in der Sowjetischen Besatzungszone angeordnet, um den Bestattungen einen geordneten Rahmen zu geben. Daraufhin wurde im Oktober 1946 der Sowjetische Garnisonfriedhof an der Marienallee offiziell eröffnet. Die Bestattungen erfolgten nun planmäßig und nach einem gestalterischen Konzept, das verschiedene Grabfelder mit einheitlichen, nach militärischen Hierarchien angeordneten Grabmalen vorsah. Ab 1947 erfolgte die landschaftsarchitektonische Gestaltung unter der Ägide von Duglore Goltdammer vom städtischen Grünflächenamt. In den Folgejahren wurden zunehmend auch sowjetische Kriegsgefangene und Zwangsarbeiter von anderen städtischen Friedhöfen sowie Tote, auf die man erst später im Zuge von Bauarbeiten stieß, hierher umgebettet.
Schon gegen Mitte 1946 zeichneten sich Engpässe auf dem ursprünglich vorgesehenen Feld im Bereich des heutigen Ehrenhains rings um den Obelisken ab. Es erfolgte eine erste Erweiterung nach Norden – der Mittelflügel entstand und ist heute mit Hunderten Gräbern monumentales Herzstück des Friedhofs. Zwischen 1946 und 1954 fanden hier rund 1000 Soldaten, Offiziere und auch einige wenige Zivilisten ihre letzte Ruhe. Weil sich auch hier die Kapazitäten irgendwann erschöpften, wurde ab Ende der 1940er-Jahre mit den Planungen für eine zweite große Erweiterung begonnen – dem Bau des heutigen Nord-, des West- und des Südwestflügels. Zunächst entstand ab 1949 eine Grabreihe an der Nordgrenze des bisherigen Friedhofes. Am äußersten rechten Rand der Reihe wurde ein Sammelgrab für 71 Kriegsgefangene und Zwangsarbeiter errichtet. Nach Westen hin verlaufend schließen sich drei Gedenkhaine für insgesamt 90 Kleinkinder sowie ein Zivilhain mit Gräbern von 35 Frauen und Jugendlichen aus den Jahren 1948 bis 1964 an. Den Kinderhain schmückt zudem ein etwa 3 Meter hoher Obelisk aus poliertem, rotem Granit mit der Inschrift: „Hier ruhen die Kinder der Sowjetunion“. Die Mehrzahl der verstorbenen Zivilisten aus der sowjetischen Garnison wurde in diesen Jahren allerdings noch auf dem sowjetischen Zivilfriedhof am Kannenhenkelweg (Nordfriedhof) bzw. in der Heimat bestattet.
Im Jahr 1947 wurde im Südflügel der Anlage auf Anordnung der Militäradministratur seitens der Stadt Dresden mit der Errichtung eines 16 Meter hohen, von einem Roten Stern bekrönten Obelisken begonnen.
Anlässlich des 40. Jahrestages der Oktoberrevolution schenkte die Stadt Dresden im November 1957 der sowjetischen Garnison ein weiteres Mahnmal namens „Der Fahnenträger“ für den Friedhof.
Ab Mitte der 1960er-Jahre nahmen die Soldatenbestattungen auf dem Friedhof sukzessive ab, da nach Aussage von ehemaligen Militärangehörigen Tote zunehmend in die Heimat überführt und dort beigesetzt wurden. Dies geschah mittels Sonderzügen und teils auf dem Seeweg. Diese Trendwende fiel etwa mit der Reform des sowjetischen Militärs 1967/68 zusammen, im Zuge derer unter anderem auch der Wehrdienst von bis dahin drei auf nunmehr noch zwei Jahre verkürzt wurde. Durch die mit der Reform einhergehende Schließung der Standesämter in den sowjetischen Garnisonen wurden in der Regel auch die Garnisonfriedhöfe für Beisetzungen geschlossen. Jedoch gab es Ausnahmen: Soldaten und Zivilisten wurden in Einzelfällen bis in die 1970er- und teils sogar 1980er-Jahre hinein weiterhin vor Ort beerdigt, wenn die Heimführung Probleme machte oder teils über Jahre in der DDR stationierte Offiziere oder Zivilangestellte ihre verstorbenen Angehörigen (meist die Kinder) weiterhin in ihrer Nähe haben wollten.
Zwischen 1973 und 1979 erfuhr der Sowjetische Garnisonfriedhof eine erste große Rekonstruktion und Umgestaltung. Diese ging mit der Entfernung der Sandsteineinfassungen einher, mit denen jedes Grab ursprünglich umrahmt war. Auch die Sandsteinsockel, die der Erhöhung der Grabmale dienten, wurden abgestockt. Ziel war es, der Anlage das Monumentale eines „Zuviel an Stein“ zu nehmen und mehr Licht hineinzubringen. Aus Kostengründen wurde damals auch die zweimal jährlich wechselnde aufwendige Dreifachbepflanzung für jedes Grab zugunsten einer schlichteren Einfachbepflanzung reduziert.
Parallel wurde der Nordflügel zum Modellprojekt „zeitgemäßer“ Friedhofsgestaltung, die vor allem am Faktor der Kostenersparnis orientiert war. Ab 1978 wurden hier sämtliche vorhandenen Grabmale, die bislang im Stile der Hauptanlage gehalten waren, entfernt und durch einfache Stand- bzw. Liegemale aus widerstandsfähigem Rhyolith mit erhaben gefertigten (und damit quasi unverwüstlichen) Inschriften ersetzt. Die sowjetische Kommandantur hatte dazu ihr Einverständnis gegeben, nachdem die Stadt zugesichert hatte, dass kein Grab anonymisiert und die neuen Grabmale auch weitgehend wieder über dem jeweiligen Grab platziert würden. Der damals erzielte Zustand ist bis heute erhalten.
Im August 1973 wurden die letzten beiden Soldaten auf dem Garnisonfriedhof bestattet, ihre Gräber befinden sich im Nordflügel. Im September 1987 wurde die letzte Beisetzung insgesamt vorgenommen, ein 1½ Monate altes Mädchen namens Jana Borisova. Auch sein Grab befindet sich im Nordflügel.
Nach der Wiedervereinigung 1990 ging die Anlage zunächst in die Hände der Stadt Dresden über, die sie 1994 an den Freistaat Sachsen übertrug.
Zwischen 1998 und 2007 wurde der gesamte Friedhof abermals aufwendig instand gesetzt und blieb währenddessen geschlossen. Der Bund stellte Mittel in Höhe von 1.222.602 Euro für die Erneuerungsmaßnahmen bereit. Hierbei wurden primär die Grabmale auf der Hauptanlage (ohne Nordflügel) weiter zurückgebaut, indem die Steinsockel entfernt wurden. Sämtliche Steine der Hauptanlage wurden zudem abermals restauriert, die Inschriften erneuert. Auf dem Nordflügel wurden Bodensanierungsarbeiten durchgeführt sowie die Grabfeldeinfassungen erneuert. Abgesunkene Grabmale wurden neu ausgerichtet. Zusätzlich wurden fast alle Standmale in liegende Position gebracht. Dies hatte zwar den positiven Effekt, dass Standfestigkeitsprüfungen nicht mehr nötig waren. Negative Folge jedoch war, dass die liegenden Male schneller überwuchert und verschüttet werden konnten. Das entwickelte sich vor allem deshalb zum Problem, weil auf der gesamten Anlage ein Wildschutzzaun fehlte und massiver Befall durch Schwarzwild vorherrschte, das die Grabmale regelrecht vergrub.
Seit 2008 ist der Sowjetische Garnisonfriedhof wieder für die Öffentlichkeit zugänglich. Heute wird er nicht mehr genutzt.
Im Dezember 2010 erkannte das Sächsische Landesamt für Denkmalpflege den bis dato ungeschützten Nordflügel als Teil der Sachgesamtheit Kulturdenkmal Sowjetischer Garnisonfriedhof an.
Im April 2013 wurde auf Drängen von engagierten Bürgern die Errichtung des neuen Wildschutzzaunes abgeschlossen. Die Maßnahme kostete den Freistaat Sachsen rund 40.000 Euro.

## Hauptanlage

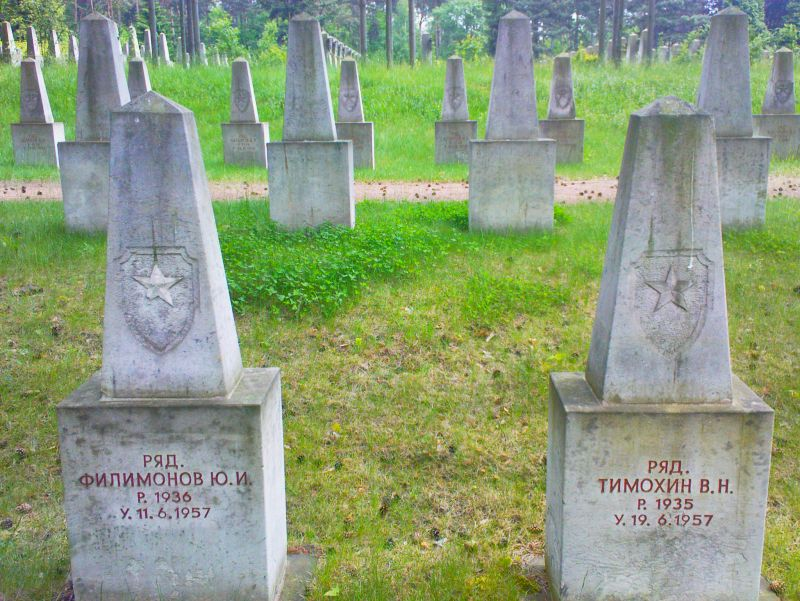
Hauptanlage Blick vom West- zum Mittelflügel

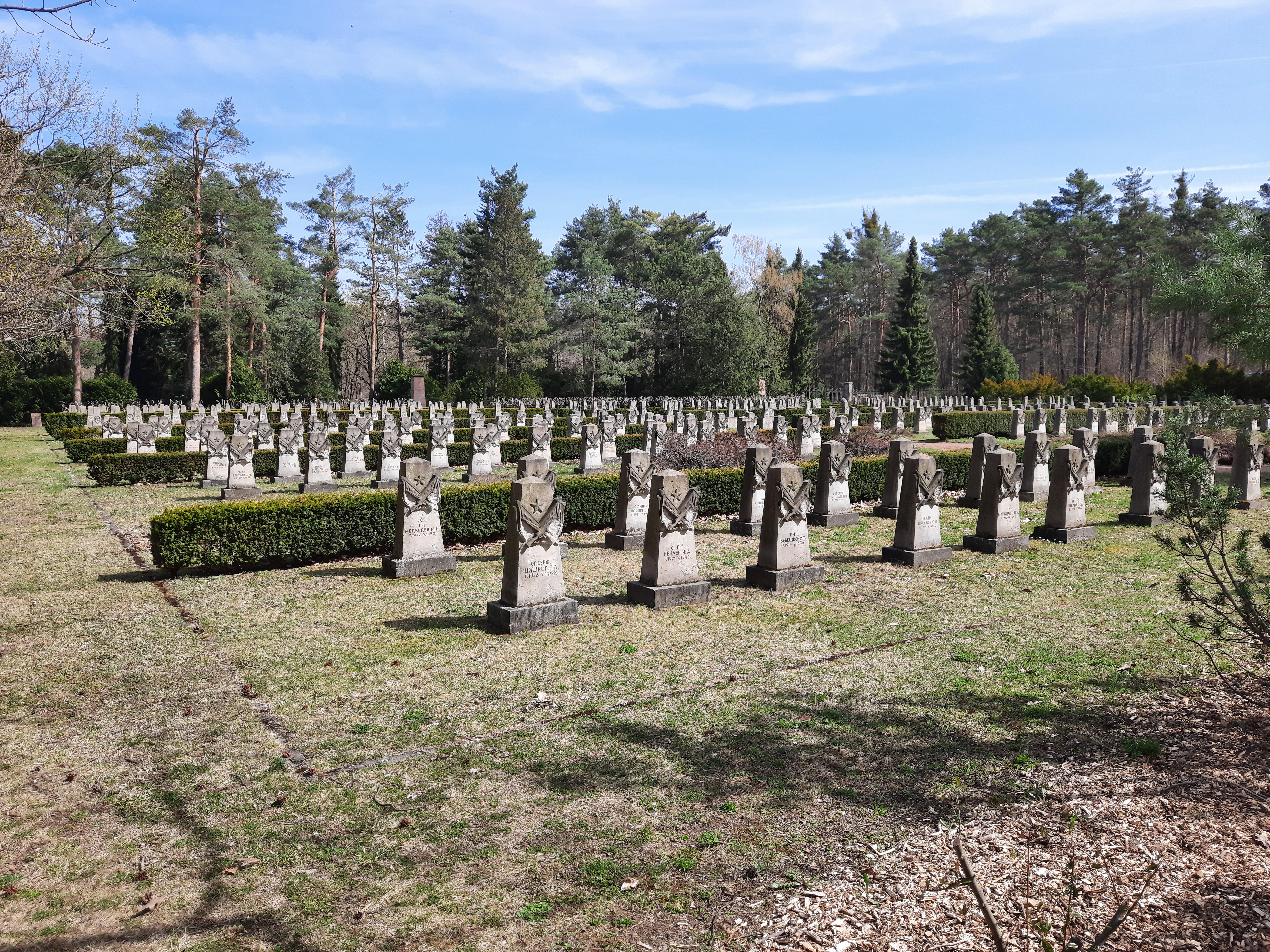
Hauptanlage

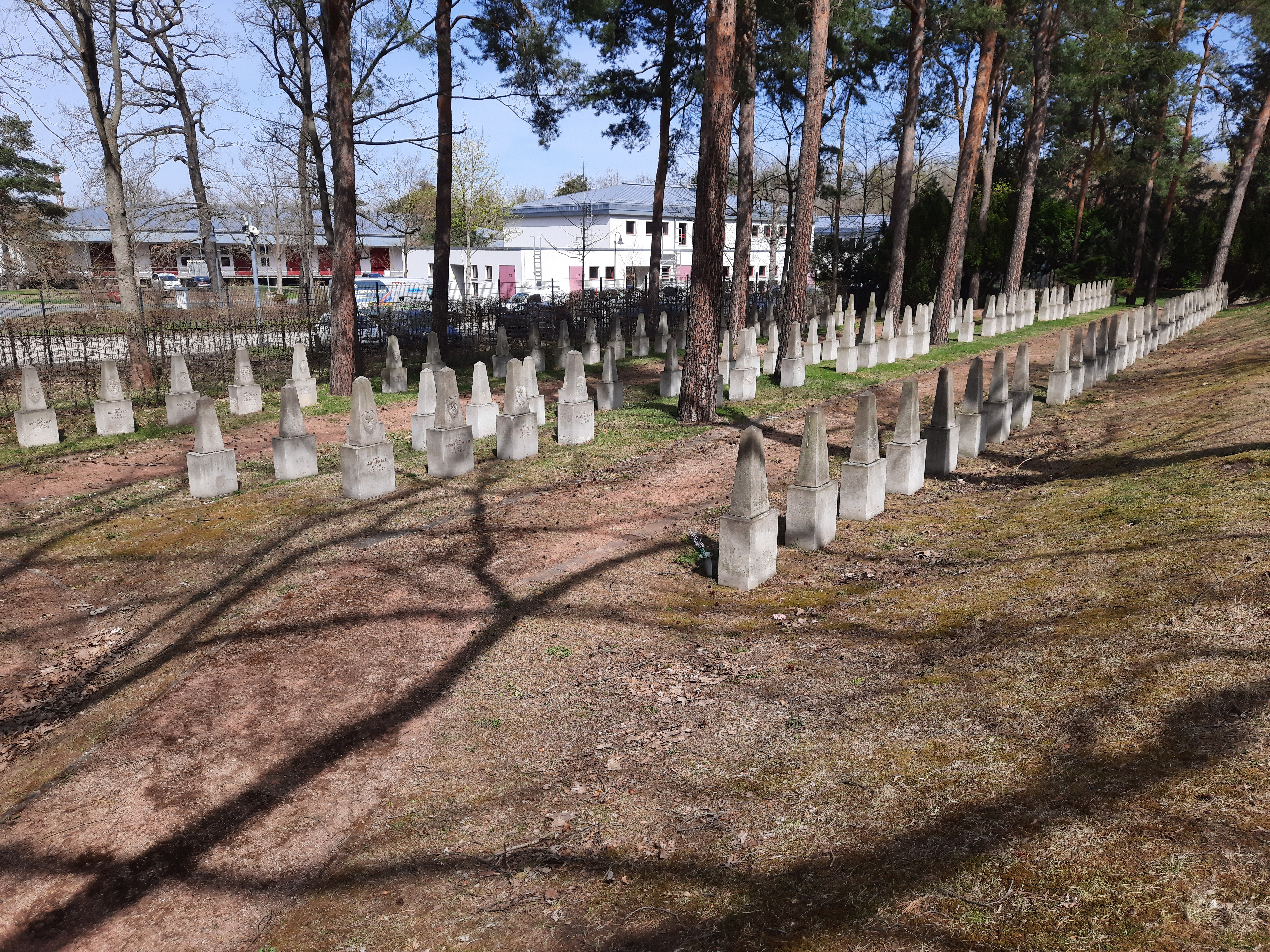
Hauptanlage

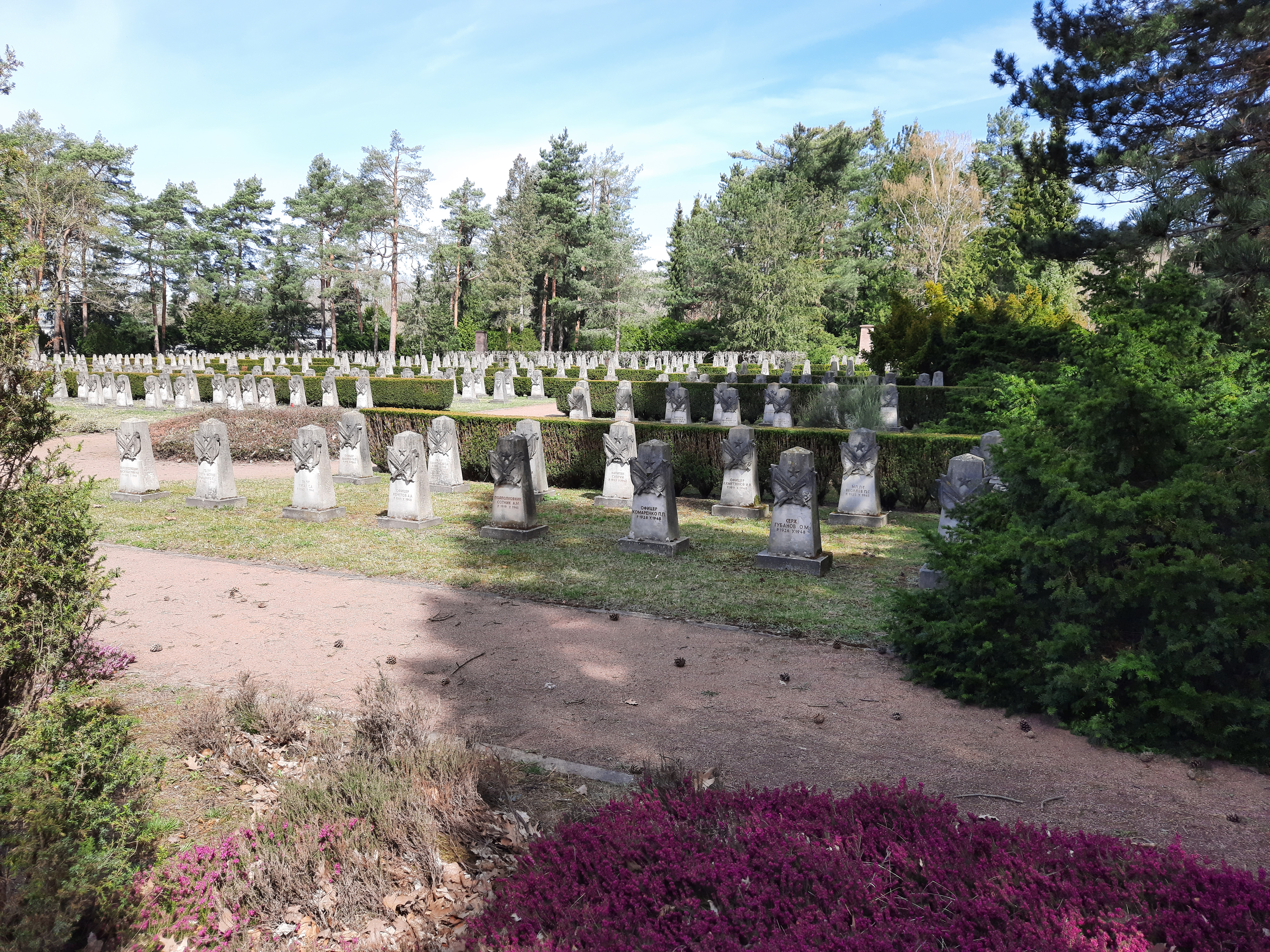
Hauptanlage

Die Hauptanlage ist etwa 1,9 Hektar groß und steht ungeachtet der unregelmäßigen Anordnung von Kriegs- und Nichtkriegsgräbern seit 1992 unter Denkmalschutz. Auf ihr befinden sich im Süd-, Ost- und großteils auch im Mittelflügel die Kriegsgräber der Roten Armee. Als Kriegsgräber bezeichnet das Deutsche Gräbergesetz alle Ruhestätten bis zum 31. März 1952 infolge des Zweiten Weltkrieges Verstorbener. Das Gesetz verpflichtet die Länder zum dauerhaften Erhalt der Grabanlagen.
Neben den Gräbern von rund 750 Kriegstoten gem. Gräbergesetz beherbergt die Hauptanlage im Südwest- und Westflügel sowie teilweise im Mittelflügel die Gräber von rund 250 zwischen dem 1. April 1952 und 1967 verstorbenen Sowjetsoldaten und Offizieren. Die Gräber erfahren durchweg eine einheitliche Gestaltung. Für die Mannschaftsdienstgrade wurden zumeist Sammelgräber mit einheitlichem Grabstein angelegt, für Offiziere und Zivilisten meist Einzelgräber mit weitgehend einheitlichen Gedenksteinen.
Im Südflügel, zu beiden Seiten des Obelisken, befinden sich in jeweils zwölf Reihen 170 Gräber von Maigefallenen, Zivilangestellten des Militärs sowie Kriegsopfern, die an Verletzungen, Krankheiten, durch Gewalteinwirkung sowie Unterversorgung bis ins Jahr 1946 hinein verstarben. Hier finden sich auch einige Gräber von Frauen und Kindern. Die niedrigen Dienstgrade sowie Zwangsarbeiter ohne militärischen Rang wurden zumeist in Mehrfachgräbern zu vier bis sechs Personen beigesetzt, die höheren Dienstgrade (meist Offiziere) hingegen stets in Einzelanlagen. Ihre Gräber befinden sich in den vorderen Reihen. Frauen wurden stets getrennt von Männern bestattet. Insgesamt fanden hier rund 500 bis 600 Menschen ihre letzte Ruhe. Archivrecherchen zeigen, dass insbesondere hier erheblich mehr Menschen bestattet worden sein dürften als auf den Grabsteinen ablesbar. Offenbar wurden auch in späteren Jahren hier noch Soldaten nachgebettet, ohne ihren Namen auf den bereits stehenden Grabstein zu setzen. Die Gründe dafür sind unbekannt.
Im Mittelflügel befinden sich zu beiden Seiten des Mittelweges verteilt auf jeweils 14 Reihen Gräber von zwischen 1946 und 1954 verstorbenen Soldaten und Offizieren sowie einigen wenigen Frauen und Kindern. Hier verläuft die Grenze zwischen Kriegsgräbern und während der Besatzung Verstorbenen fließend. In den vom Hauptweg aus vorderen Reihen befinden sich die Einzelgräber der Offiziersränge, vereinzelt auch der Feldwebelränge, in den hinteren Reihen die Doppel- und Mehrfachgräber der niederen Dienstgrade bzw. unbekannter Verstorbener. Diese „Unbekannten“ setzen sich zum einen aus später geborgenen, nicht zu identifizierenden Kriegstoten sowie anonym beerdigten Soldaten aus den Besatzungsjahren zusammen. Auch hier zeigen die Archive, dass längst nicht alle Toten auf den Grabmalen genannt wurden.
Im Ostflügel (am Zaun zur Marienallee) sind verteilt auf 14 Reihen 72 Gräber überwiegend zwischen 1948 und 1949 verstorbener Soldaten und Militärbediensteten angesiedelt. Vereinzelt gibt es Gräber aus 1945 – vermutlich spätere Umbettungen. Auch hier hat die Trennung nach höheren und niederen Dienstgraden Bestand. Von einigen wenigen Toten sind die Hintergründe (Herkunft, Dienstort, Todesursache) bekannt.
Des Weiteren gibt es auf der Hauptanlage einen Westflügel mit 133 Grabmalen zwischen 1955 und 1959 verstorbener junger Soldaten einfacher Dienstgrade. Das Durchschnittsalter der hier Bestatteten beträgt 21 Jahre, zu 85 Prozent handelt es sich um Rekruten („Rjadowoj“ = niederster militärischer Rang).
Im Südwest-Flügel schließlich findet sich ein separater Hain mit 64 Grabmalen zwischen 1945 und 1967 verstorbener sowjetischer Offiziere, wobei 61 davon aus den Jahren 1954 bis 1964 stammen.
Insgesamt wurden auf der Hauptanlage mehr als 1600 Menschen beerdigt, fast alle waren Soldaten.

### Grabmale
Die Grabmale der einfachen Dienstgrade auf der Hauptanlage sind einheitlich in Gestalt eines Sandsteinquaders mit aufgesetztem Sandsteinobelisken samt eingeprägtem Sowjetstern gehalten. Auf dem Quader wurden in kyrillischer Schrift die Nachnamen, Initialen und Dienstränge der Verstorbenen sowie (soweit bekannt bzw. zur Veröffentlichung freigegeben) Geburtsjahr und Todesdatum eingraviert. Sie sind in allen Flügeln der Hauptanlage in den hintersten Reihen sowie in ausschließlicher Erscheinungsform im Westflügel zu finden und prägten einst auch den Nordflügel bis zu seiner Umgestaltung 1978. Bisweilen wurden Bildnisse der Toten aus Keramik oder Emaille angebracht, von denen heute nur noch sehr wenige erhalten sind.
Die Grabmale der höheren Dienstgrade bestehen aus einer Sandsteinstele mit aufwendig gearbeiteter Ornamentik in Form gekreuzter Gewehre und Flaggen sowie eines Sowjetsterns. Einige tragen zudem Inschriftenplatten aus Marmor an der Vorderfront sowie Keramikbildnisse der Verstorbenen. In kyrillischer Schrift sind Name, Rang und Lebensdaten sowie seltener letzte Grüße und Trauerbekundungen von Familienangehörigen eingraviert.
Alle vor 1978 auf dem Garnisonfriedhof verwendeten Grabmale stammen aus heimischer Produktion des Dresdner Steinmetzes Ernst Burkhardt.

### Denkmale

#### Der Obelisk
Von 1947 bis 1949 erschuf der Bildhauer Friedrich Press dieses Denkmal im Auftrag der Stadt Dresden. Für Press, der eigentlich vorrangig Kirchenkunst schuf, waren die Ehrenmale als Form der Totenkunst ein leidiger Kompromiss zwischen seinem eigentlichen Fach und dem kulturkämpferischen Auftrag der neuen sozialistischen Machthaber. Viele Ehrenmale sowjetischer Friedhöfe in Ostdeutschland tragen seine Handschrift.
Entworfen wurde der Dresdner Obelisk von dem Architekten Emil Leibold, der unter anderem auch für die Wiedererrichtung des Dresdner Schauspielhauses nach dem Krieg verantwortlich zeichnete. Beide Erschaffer haben sich auf der Rückseite links des aus Sandstein gefertigten Monuments mit einem Schriftzug verewigt. Seit seiner Fertigstellung 1949 bildet es das zentrale optische Moment des Friedhofes. Der Obelisk zeigt in seiner Gestaltung die typischen Symbole sowjetischer Siegesikonografie. Neben dem Staatswappen der Sowjetunion finden sich Reliefs von Panzersoldaten, einem den siegreichen Truppen zuwinkenden Mädchen und einem russischen Dorf sowie eine russischsprachige Inschrift mit dem Wortlaut:
Ewige Ehre den im Kampf für die Freiheit und Unabhängigkeit der sowjetischen Heimat gefallenen Helden. 1941–1945. Regelmäßig finden zu Füßen des Obelisken Veranstaltungen zum Tag des Kriegsendes am 8. Mai 1945 statt.

#### Der Fahnenträger
Johannes Friedrich Rogge (1898–1983) gestaltete diese 3,50 Meter hohe Bronze-Plastik im Jahr 1957 im Auftrag der Stadt Dresden, welche sie der sowjetischen Garnison anlässlich des 40. Jahrestages der Oktoberrevolution zum Geschenk machte. Sie befindet sich gegenüber dem Haupteingang des Friedhofes am Ende des Hauptweges und zeigt einen Arbeiter mit gesenktem Blick und hochgekrempelten Hemdsärmeln, der eine abgesenkte Rote Fahne hält. Auf einer deutschsprachigen Inschrift daneben steht:
Ruhm und Dank den Helden der Sowjetunion, die im Kampf gegen den Faschismus gefallen sind · Die Fahne, die sie uns brachten, nehmen wir auf · Fortan kämpfen wir gemeinsam mit allen fortschrittlichen Menschen für Frieden und Völkerfreundschaft · Die Einwohner der Stadt Dresden November 1957 Im Rücken der Plastik befindet sich eine Sandsteinmauer, die das Material der Grabmale aufgreift. Für das Kunstwerk stand der Sohn des damaligen Dresdner Polizeipräsidenten, Stech, Modell. Auf dem Hauptweg vor dem Denkmal hielten die Sowjets alljährlich am 7. November die Militärparade zum Tag der Oktoberrevolution ab.

#### Kontroverse um neuen Gedenkstein
Im November 2014 erhielt der Sowjetischen Garnisonfriedhof einen neuen Gedenkstein. Er wurde auf Kosten des Friedhofsträgers im Auftrag der Abteilung Kriegsgräberstätten der Botschaft der Russischen Föderation installiert und im Jahr 2019 um einen zweiten ergänzt. Beide Steine fungieren als reines Denkmal, darunter befindet sich kein Grab. Die Platten tragen die Namen von mittlerweile (Stand: 7/2019) sieben Rotarmisten.
Die ersten drei Namen wurden noch im Jahr 2014 auf der ersten Platte aufgebracht: Hauptmann Sergej Iljitsch Wankow (1913 – 25. April 1945), Soldat Alexander Iwanowitsch Minjuschin (1914 – 26. April 1945), Unterleutnant Leontij Iwanowitsch Wlassow (1919 – 25. August 1945). Erstere zwei starben in den Kampfhandlungen der letzten Kriegstage bei Bautzen bzw. in der Nähe von Cottbus. Wlassow kam am 25. August 1945 bei einem Flugzeugunglück auf dem Großenhainer Flugplatz um, bei dem zwei Jagdbomber zusammenstießen.
Die Russische Föderation vermutet dennoch, dass alle drei ohne namentliche Erwähnung auf einem Grabstein auf dem Sowjetischen Garnisonfriedhof Dresden bestattet wurden. Dokumente, die das abschließend bestätigen, liegen nicht vor, und die russische Botschaft macht dazu auf Nachfrage keine Angaben. In sämtlichen Bestattungslisten des Friedhofes tauchen die Namen der beiden Offiziere und des Soldaten nicht auf. In den Verlustlisten ihrer Einheiten, die über die Archive einsehbar sind, wurde jedoch festgehalten, dass alle drei an unterschiedlichen Orten bestattet wurden. Die Ortsnamen wurden seitens der Botschaft aber offenbar falsch entschlüsselt. Nach Angaben des Sächsischen Immobilien- und Baumanagements ging man davon aus, dass die drei im sächsischen Kötten, in Lomnitz bei Dresden sowie in Ottendorf-Okrilla bei Dresden bestattet und später nach Dresden umgebettet worden sein mussten. Tatsächlich jedoch fanden sich in den Dokumenten Hinweise auf Begräbnisorte auf einem Garnisonsgelände im sachsen-anhaltischen Köthen (dem Stationierungsort Leontij Wlassows), auf einem Zivilfriedhof im brandenburgischen Ottendorf bei Cottbus (Wankow) sowie auf freiem Feld nahe dem Örtchen Lomske nördliche von Bautzen (Minjuschin). Mit an Sicherheit grenzender Wahrscheinlichkeit ist daher davon auszugehen, dass die drei Rotarmisten nicht auf dem sowjetischen Garnisonfriedhof in Dresden bestattet wurden. Für eine spätere Umbettung nach Dresden fehlen bislang Nachweise. Insbesondere bei Wlassow und Wankow wären die großen sowjetischen Standortfriedhöfe in Brandenburg und Sachsen-Anhalt die weitaus näher liegende Option für eine Umbettung gewesen. Der Stein wurde auf Wunsch der Botschaft dennoch errichtet. Die Kosten beliefen sich auf 1500 Euro für die Errichtung sowie unbekannte Folgekosten für die fortlaufenden Namensgravuren.

## Nordflügel

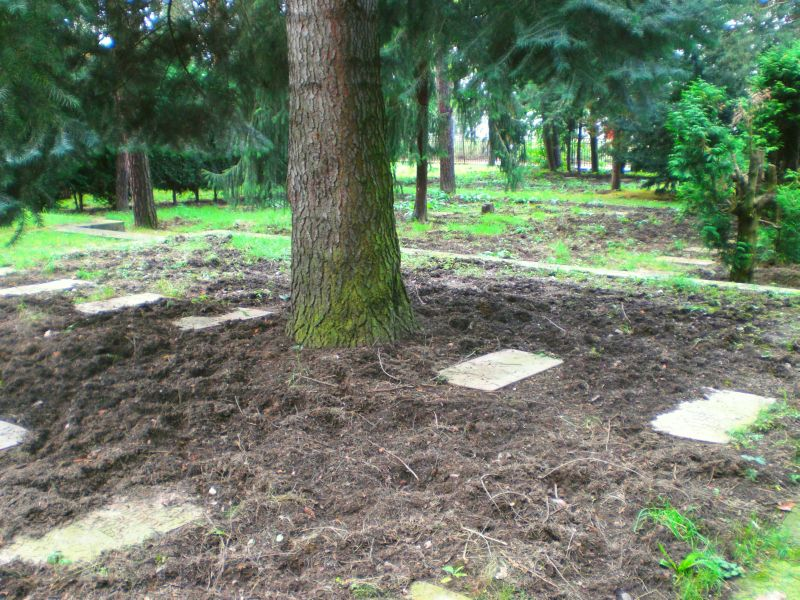
Nordflügel mit Wildschäden

Der Nordflügel wurde ab 1949 vor allem aus akuten Platzgründen als Erweiterung für die Hauptanlage errichtet. Er wurde terrassenförmig in die Hanglage des oberen Prießnitzgrundes eingepasst und erstreckt sich in seinem schlussendlichen Ausmaß bis in die Dresdner Heide hinein. Er weist eine Gesamtgröße von etwa 0,4 Hektar auf.
Der Übergang zum Nordflügel befindet sich hinter den letzten Grabreihen der Hauptanlage auf Höhe der Gedenksäulen für Kinder und Kriegsgefangene. Obwohl fast die Hälfte der rund 200 hier Bestatteten Kriegstote gemäß Gräbergesetz sind, zählt die Zivilreihe offiziell zum Nordflügel bzw. als Teil des „Zivilteils“ und stand daher bis 2011 auch nicht unter Denkmalschutz. Die ersten Bestattungen im Nordflügel fanden in diesem Bereich im Jahr 1950 statt. Hinter der Zivilreihe geht es über Treppen abwärts zu den verschiedenen Grabfeldern des eigentlichen Nordflügels. Treppenanlagen und Grabfeldeinfassungen sind aus Sandstein gefertigt.
Der Kernbereich des Nordflügels ist in sich durch einen Zaun in zwei Zonen geteilt. In Zone eins diesseits des Zauns befinden sich die Gräber zwischen 1952 und 1955 verstorbener Soldaten, fast ausschließlich niederer, in wenigen Fällen mittlerer Dienstgrade. Vorzufinden sind vor allem liegende Grabmale aus Löbejüner Quarzporphyr (Rhyolith) mit erhaben gearbeiteten Schriftzügen mit Namen und Dienstgraden in kyrillischer Schrift sowie Lebensdaten und einem Sowjetstern. Die Grabmale haben entweder Quadrat- (kleiner) oder Rechteckform (größer). Aus dem Jahr 1954 datieren allein knapp 100 Gräber junger Soldaten. Historiker schätzen, dass in der DDR während der Besatzungszeit jährlich bis zu 3000 Sowjetsoldaten zu Friedenszeiten ihr Leben verloren.
Diesseits des Zaunes in Ebene zwei erstrecken sich Gräber zwischen 1959 und 1973 verstorbener Sowjetsoldaten bis an den Heiderand. Auch hier dominieren die niederen Dienstgrade sowie ein Durchschnittsalter von etwa 21 Jahren. Des Weiteren findet sich am Waldrand ein weiterer Hain mit 65 Kindergräbern aus den Jahren 1960 bis 1987 sowie etwa 50 Gräber von Zivilangestellten des Militärs aus den 1960er-Jahren.
Auf dem Nordflügel wurden insgesamt knapp 685 Menschen beerdigt, davon circa 400 Soldaten und 285 Zivilisten.
Nach der Wiedervereinigung 1990 stand der Nordflügel im Gegensatz zur Hauptanlage nicht unter Denkmalschutz und verwilderte. Dies änderte sich erst ab März 2011 auf Bemühen engagierter Dresdner Bürger, die sich im Februar 2011 zum Freundeskreis Sowjetischer Garnisonfriedhof in Dresden zusammenschlossen, um für den Erhalt des Nordflügels zu kämpfen.

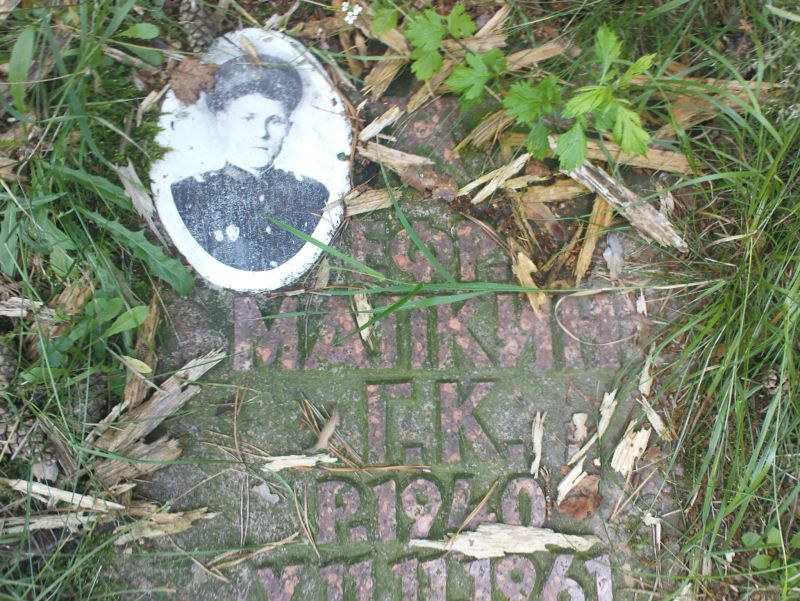
Grabmal eines Gefreiten mit Emaille-Bildnis im Nordflügel

### Kontroverse um Zukunft des Nordflügels

#### Verwahrlosung seit 1996
Der Nordflügel befand sich nach der Übergabe der Pflegezuständigkeit von der Stadt Dresden an den Freistaat Sachsen im Jahr 1996 viele Jahre lang in einem verwahrlosten Zustand. Die ursprünglich durch ein Ehepaar besorgte Pflege wurde seitens des Freistaates Ende der 1990er-Jahre eingestellt. Der zuständige Staatsbetrieb Sächsisches Immobilien- und Baumanagement (SIB) begründete dies mit der Rechtslage und mit finanziellen Argumenten. Da der Nordflügel nicht wie die Kriegsgräberstätte unter Denkmalschutz stand und nach Ansicht des Freistaates auch das deutsche Gräbergesetz nicht greift, sah der Freistaat keine Veranlassung zur Pflege. Entgegen dieser Annahme befinden sich im Bereich der Zivilreihe am Übergang zur Hauptanlage 23 Gräber von insgesamt 100 Kriegstoten. Die zwischen 2002 und 2003 erfolgten Instandsetzungsarbeiten auf dem Nordflügel im Zuge der Generalsanierung des Friedhofes (1998–2007) verpufften aufgrund der ausbleibenden Pflege im Nachgang relativ schnell.
Weil es besonders im Bereich des Nordflügels über viele Jahre keinen stabilen Zaun gab, fungierte dieser Friedhofsteil als „Einfallstor“ für Schwarzwild. Die Folge waren bis zur Errichtung eines Wildschutzzaunes im Jahr 2013 schwere Verwüstungen und Schäden durch Wildschweine – auch an der Hauptanlage. Auf dem Nordflügel wurden die Schäden über Jahre nicht behoben. Grabsteine waren vielerorts durch Wildschweinsuhlen verschüttet mit Pflanzen und Moos völlig überwuchert. An vielen Stellen waren Grabmale durch jahrelang nicht gestutzte Büsche und Bäume eingewachsen, so dass sie nicht mehr oder nur noch schwer einsehbar und zugänglich waren. Der Erhaltungsgrad der 1978/79 neu errichteten Grabmalsubstanz war und ist dagegen außerordentlich gut.

#### Umgestaltungspläne ab 2010
Im Verlaufe des Jahres 2010 entwickelte das SIB in Abstimmung mit dem Volksbund Deutsche Kriegsgräberfürsorge e. V. (VDK) und dem Generalkonsulat der Russischen Föderation in Leipzig Pläne zur grundlegenden Umgestaltung des Nordflügels. Dazu war es auch gekommen, weil jahrelange Bemühungen des Freistaates Sachsen um Zusammenarbeit in der Frage des Erhalts sowjetischer Nachkriegsgräber (für diese gab es keinerlei verbindliche Regelungen etwa in den 2+4-Verträgen zur deutschen Einheit) bei russischen Behörden erfolglos geblieben waren. Die Pläne sahen nun den Abriss der oberirdischen Grabanlagen sowie der gesamten Friedhofssubstanz des Nordflügels vor. Weichen sollten auch etwa 20 Kriegsgräber im Bereich der zivilen Gedenkreihe. Anstelle der Grabmale war ein kleiner Gedenkbereich auf Höhe der Zivilreihe am Übergang zur Hauptanlage mit drei modernen Stelen mit den Namen aller Toten darauf vorgesehen. Triebfeder für das Vorhaben waren hauptsächlich Kostengründe: Die liegenden Grabsteine (vom SIB zum Teil acht Jahre zuvor persönlich in liegende Position gebracht) würden eine aufwendigere Rasenpflege erforderlich machen, argumentierte die Behörde. Deren Kosten sollten nach interner Veranschlagung etwa 8000 Euro pro Jahr betragen. Im Ergebnis sollte die Umgestaltung diese Kosten auf 4000 Euro pro Jahr senken – bei Baukosten für die Umsetzung in Höhe von 250.000 Euro.

#### Widerstand der Bürger – Der Freundeskreis Sowjetischer Garnisonfriedhof
Die Pläne stießen auf Ablehnung bei Kulturfreunden und Denkmalschützern. Diese waren und sind der Ansicht, dass der Nordflügel wie die Kriegsgräberstätte ein zeit-, orts-, landschaftsbau- und kulturgeschichtliches Gut darstellt und deshalb in seinem historischen Erscheinungsbild erhalten werden sollte, da er die Präsenz und die Kultur einer anderen Nation in Dresden während der abgeschlossenen historischen Epoche der sowjetischen Besatzung bzw. des Kalten Krieges reflektiert. Sturm gegen die Pläne lief vor allem der im Februar 2011 gegründete Freundeskreis Sowjetischer Garnisonfriedhof, zu dem sich mehrere Bürger und Mitglieder des Deutsch-Russischen Kulturinstitutes zusammengeschlossen hatten. Auf verschiedenen Ebenen wurde versucht, das Unterfangen zu stoppen – sehr zum Missfallen des SIB, der die Mittel bereits im Landesetat eingestellt hatte. Die Bürger schalteten die Denkmalschutzbehörden ein, schrieben russische Behörden an, hielten Mahnwachen am Friedhof ab und betrieben Öffentlichkeitsarbeit – auch in Russland. Im Verlaufe des Jahres 2012 wurde zudem aktiv an einer Wiederbelebung eines offiziellen, pluralistisch und weltoffen gestalteten Gedenkens zum 8. Mai als Tag des Kriegsendes in Europa für die Stadt Dresden gearbeitet, um den Friedhof wieder mehr in den öffentlichen Fokus zu rücken. Mit Erfolg. Erstmals seit der Wende erschienen wieder offizielle Vertreter von Stadt und Land zu einer Gedenkveranstaltung zum Tag der Befreiung. Das Schicksal des Nordflügels blieb auch dabei immer präsent.
Im Zuge des auf diese Weise erzeugten öffentlichen Drucks nahm das SIB die Pflegearbeiten auf dem Nordflügel zumindest sporadisch und vorrangig im Vorfeld der Feierlichkeiten zum 8. Mai, zu denen nun mit viel Publikumsverkehr auf auch dem Nordflügel zu rechnen war, wieder auf.
Die Initiative verstand sich nach eigener Darstellung nie als Gegner, sondern als Partner des SIB in der Frage des Erhalts des Nordflügels. Gemeinsam mit anderen bürgerlichen Initiativen und auch mit der nahe gelegenen Offizierschule des Heeres hatte man Konzepte erarbeitet, wie man den Freistaat bei der Pflege des Nordflügels unterstützen und so helfen könnte, Kosten zu sparen. So wollte der Freundeskreis unter anderem mehrmals jährlich Arbeitseinsätze organisieren, um grundlegende Pflegemaßnahmen ehrenamtlich zu bewerkstelligen.

#### 2. Entwurf für die Umgestaltung
Aber auch von der russischen Seite gab es Gegenwind. Der komplette Abriss aller Gräber stieß im neu gegründeten Büro für Kriegsgräberfürsorge der russischen Botschaft in Berlin auf wenig Begeisterung. Hinter verschlossenen Türen handelten der zuständige Botschaftssekretär Wladimir Kukin, das SIB sowie ausgewählte Vertreter des Bundes- wie des sächsischen Landesverbandes des Volksbundes Deutsche Kriegsgräberfürsorge im Jahr 2012 eine Alternativplanung aus. Diese sah nach wie vor den Abriss der Friedhofsarchitektur vor, ersetzte aber auf Wunsch der Russen den geplanten zentralen Gedenkbereich an der Zivilreihe durch insgesamt 20 Namensstelen, verteilt auf den Grabfeldern des Nordflügels. Bei dieser Variante stiegen die Baukosten auf bis zu 350.000 Euro. Eine Beteiligung der Bürger an den Planungen für den Nordflügel war nach wie vor nicht vorgesehen. Stattdessen wurde die Arbeit der Bürgerinitiative regelrecht bekämpft. Organisierte und ordnungsgemäß angemeldete Arbeitseinsätze und Veranstaltungen wurden nicht genehmigt oder in letzter Minute abgesagt.

#### Eskalation im Volksbund Deutsche Kriegsgräberfürsorge
Parallel formierte sich aber im Landes- wie im Stadtverband Dresden des Volksbundes erbitterter Widerstand gegen die Umgestaltungspläne. Mehrheitsbeschlüsse in beiden Vorständen sprachen sich gegen das Vorhaben aus. In der Folge verhandelte das SIB nur noch mit dem damaligen sächsischen Vorstandsvorsitzenden Dieter Landgraf-Dietz und dem damaligen Bundesvorsitzenden Reinhard Führer – und ließ sich über diese am demokratischen Entscheid vorbei die Zustimmung des Volksbundes zu den Plänen geben.
Landgraf-Dietz' sächsischer Landesvize, der Militärhistoriker Holger Hase (FDP), trat dem Freundeskreis Sowjetischer Garnisonfriedhof 2012 bei und unterstützte fortan die Bemühungen um den Erhalt des Nordflügels aktiv. Der Zwist um den Nordflügel führte zu erheblichen Konflikten innerhalb des Volksbundes. Seinen Höhepunkt erlebte der Friedhofsstreit im Juni 2013, als der Bundesvorstand den „aufmüpfigen“ Hase aus dem Verein warf. Der Freundeskreis Sowjetischer Garnisonfriedhof beendete daraufhin im Dezember 2013 offiziell die Zusammenarbeit mit dem Volksbund, in dessen Dresdner Stadtverband die Initiative seit Januar 2012 als Arbeitsgruppe integriert war – wegen „erheblicher Demokratiedefizite“ innerhalb des Volksbundes. Ein Gerichtsurteil erklärte den Rauswurf Hases im April 2015 für unwirksam, da die Entscheidung nicht satzungsgemäß herbeigeführt worden, im Konkreten der Vorstand des sächsischen Landesverbandes nicht gehört worden war, ehe sein Vorsitzender Landgraf-Dietz im Bundesvorstand für den Ausschluss Hases warb. Hase hatte gegen seinen Ausschlusses geklagt und vermutet, dass dieser „politisch motiviert“ gewesen sei. Man habe eine unbequeme Stimme, die Missstände innerhalb des Volksbundes offen ansprach und Mehrheiten gegen die Vorstandsspitze erzeugt hatte, einfach ausschalten wollen, so Hase.

#### DenkmalFort! – Die Erinnerungswerkstatt Dresden e.V.
Im April 2014 gab sich der Freundeskreis Sowjetischer Garnisonfriedhof einen juristischen Rahmen und ging im neu gegründeten DenkmalFort! Die Erinnerungswerkstatt Dresden e.V. auf. Als Vorsitzender fungiert seither Holger Hase. Die Mehrzahl der früheren Freundeskreis-Mitglieder wechselte nahtlos in den Verein hinüber. Dieser legt den Fokus auf Lobbyarbeit für historisch und erinnerungskulturell relevante Orte in Dresden und Umgebung. Das Engagement für den Erhalt des Sowjetischen Garnisonfriedhofes Dresden und insbesondere des Nordflügels nimmt dabei aber weiterhin einen hohen Stellenwert ein. Der Verein richtet auch weiterhin jährlich am 23. Februar eine im Jahr 2011 vonseiten des Freundeskreises ins Leben gerufene Gedenkveranstaltung auf dem Nordflügel anlässlich des Tages der Verteidiger der Heimat aus. Auf diese Weise soll ein Kontrapunkt zum in weiten Teilen der postsowjetischen Welt nach wie vor verbreiteten Heldenkult gesetzt und zum Nachdenken angeregt werden. Gedacht wird an diesem Tag vor allem jener Soldaten, die im Großraum Dresden Opfer des totalitären Militarismus in der Sowjetarmee während des Kalten Krieges wurden.

#### Ein Friedhof erzählt
Die Dresdner Journalistin Jane Jannke, Gründungsmitglied des Freundeskreises und bis Mai 2014 Mitglied im DenkmalFort!-Verein, rief wegen des sich zuspitzenden Konflikts eine Facebook-Seite ins Leben, in der der Garnisonfriedhof als Ich-Erzähler auftritt. Nicht immer nur sachlich, sondern durchaus pointiert, berichtet der Friedhof dort über die neuesten Sachstände und erzählt Geschichten rund um sich selbst und seine Toten. Die Seite ist bis jetzt aktiv.

#### Denkmalbehörden lehnen Pläne ab
Im März 2013 erteilten die obere und unter Denkmalbehörde auch der in Abstimmung mit der russischen Seite überarbeiteten Version der Umgestaltungspläne eine Absage: Das Vorhaben sei nicht zu vereinbaren mit denkmalschützerischen Aspekten, da große Teile der schützenswerten Friedhofssubstanz dabei vernichtet würden. Das SIB legte daraufhin Widerspruch vor der unteren Denkmalbehörde der Stadt Dresden ein. Das Verfahren läuft seit Juli 2013 und ruht mittlerweile nach Auskunft des SIB. Eine Entscheidung ist bislang nicht erfolgt. Dennoch dürfte die Absage der Denkmalbehörden einen Wendepunkt in der Streitfrage Nordflügel markiert haben, da sie die Position des SIB erheblich schwächte. Hinzu kam, dass sich im September 2013 ein ganzes Bündnis aus mehreren Vereinen und Persönlichkeiten der Dresdner Gedenklandschaft an den damaligen Staatsminister des Inneren, Georg Unland (CDU), sowie die damalige Oberbürgermeisterin Helma Orosz (CDU) gewandt hatten, mit der Bitte, einen Dialog unter Beteiligung auch der Bürger zum Thema Nordflügel anzuberaumen. Parallel lief eine Petition im Sächsischen Landtag, die ein Mitglied des Freundeskreises eingereicht hatte.

#### Runder Tisch März bis Juli 2014
Diese Druckkulisse führte zu Jahresende 2013 dazu, dass das SIB im Rahmen des Programms „Kommune im Dialog“ der Landeszentrale für Politische Bildung einen Runden Tisch einberief, den es zuvor jahrelang verhindert hatte. Von März bis Juli 2014 saßen SIB, Freistaat, die Stadt Dresden, der Denkmalschutz, der Volksbund sowie Vertreter mehrerer bürgerlicher Vereine und Initiativen am Tisch und loteten mögliche Optionen für die Zukunft des Nordflügels aus. Im Verlauf der allgemein als sachlich und konstruktiv wahrgenommenen Gesprächsrunden kristallisierte sich eine massive Ablehnung der Umgestaltungspläne quer durch das bürgerliche Lager heraus. Auch der Denkmalschutz bekräftigte seine Bedenken.
Der zwischenzeitlich gegründete DenkmalFort! e.V. erneuerte während des Dialogs die Forderung, den gesamten Sowjetischen Garnisonfriedhof in Trägerschaft der Stadt Dresden zurück zu überführen und wurde darin von den anderen Vereinen und Initiativen unterstützt. Als wesentliche Argumente dafür wurden vor allem das Vorhandensein aller nötigen Ämter für die Pflege eines Friedhofes sowie größere Praxis- und Bürgernähe der städtischen Verwaltung gegenüber der freistaatlichen genannt. Die Stadt Dresden sah eine Rücknahme der Trägerschaft dagegen kritisch – vor allem aus Kostengründen.